# China Campaign Medal
La China Campaign Medal (Medaglia della campagna di Cina) è una medaglia commemorativa dello United States Army.
Fu creata il 12 gennaio 1905 con General Order n. 5 del Dipartimento della Guerra degli Stati Uniti come riconoscimento per il servizio nella China Relief Expedition che fu condotta dall'Esercito degli Stati Uniti al volgere del XX secolo, per sedare la Ribellione dei Boxer.

## Eleggibilità
La China Campagna Medal venne assegnata a coloro che avevano preso parte alla China Relief Expedition prestando servizio militare in Cina tra il 20 giugno 1900 ed il  27 maggio 1901.

## Insegne

### Medaglia
La medaglia è costituita da un disco del diametro di un pollice ed 1/4, recante:
sul drittoal centro il drago imperiale cinese a cinque artigli; sul bordo l'iscrizione "CHINA RELIEF EXPEDITION" in alto ed i millesimi "1900 - 1901" in basso;
sul rovescioun'aquila ad ali spiegate appollaiata su un trofeo composto da un cannone, quattro bandiere incrociate e sei fucili, uno scudo indiano, tre lance ed una faretra di frecce, un machete cubano ed un kris delle Sulu, sotto il trofeo vi è la dicitura "FOR SERVICE"; sul bordo la scritta "United States Army" in alto e tredici stelle attorno alla metà inferiore.
sul contornola medaglia è stata numerata progressivamente (posizione delle ore 6:00) dall'originario fabbricante, la Philadelphia Mint, con il prefisso No. oppure per i veterani in congedo M.No.; coniazioni successive sono numerate senza prefisso.

### Nastro
Il nastro è largo un pollice e 3/8 di color giallo oro con i bordi blu oltremare larghi 1/16 di pollice.

### Citation Star
Il personale in servizio che aveva ricevuto un encomio per coraggio in azione fu autorizzato ad apporre sul nastro della medaglia una Citation Star.

### Streamers
Le unità dell'esercito cui sia stata riconosciuta la partecipazione ad una campagna possono esporre, sulla propria bandiera, un pennone (streamer) con la scritta indicata nella Lineage and Honors dell'unità.
Sulla bandiera dell'Esercito ci sono tre pennoni che ricordano la China Relief Expedition; le scritte sono:
- TIENTSIN 1900
- YANG-TSUN 1900
- PEKING 1900

## Altre versioni
Sia la United States Navy che lo United States Marine Corps hanno una medaglia equivalente, la China Relief Expedition Medal.
Una medaglia simile, la China Service Medal, fu istituita dalla Marina nel 1941.